# Ксеркс II
Хшаярша II (? — 423 до н. е.) — цар Персії з династії Ахеменідів, що правив з 424 по 423 р. до н. е. Син Артахшасси I Довгорукого.